# أندريا لازاري
أندريا لازاري (بالإيطالية: Andrea Lazzari)‏ (مواليد 3 ديسمبر 1984 في بيرغامو - إيطاليا) لاعب كرة قدم إيطالي يلعب حاليا لصالح نادي الدرجة الأولى كالياري الإيطالي منذ 2008 في مركز الوسط المحوري .

## روابط خارجية
- أندريا لازاري على موقع الاتحاد الأوربي (الإنجليزية)
- أندريا لازاري على موقع إي إس بي إن إف سي (الإنجليزية)
- أندريا لازاري على موقع قاعدة بيانات كرة القدم.إي يو (الإنجليزية)
- أندريا لازاري على موقع Soccerway.com (الإنجليزية)
- أندريا لازاري على موقع عالم كرة القدم.نت (الإنجليزية)
- أندريا لازاري على موقع كووورة
- أندريا لازاري على موقع AS.com (الإسبانية)